# Rhyacophila laptsapa
Rhyacophila laptsapa är en nattsländeart som beskrevs av Schmid 1970. Rhyacophila laptsapa ingår i släktet Rhyacophila och familjen rovnattsländor. Inga underarter finns listade i Catalogue of Life.